# Байшу-Жагуариби

Байшу-Жагуариби на карте.

Байшу-Жагуариби (порт. Microrregião do Baixo Jaguaribe) — микрорегион в Бразилии, входит в штат Сеара. Составная часть мезорегиона Жагуариби. Население составляет 313 474 человека (на 2010 год). Площадь — 9 945,827 км². Плотность населения — 31,52 чел./км².

## Демография
Согласно сведениям, собранным в ходе переписи 2010 г. Национальным институтом географии и статистики (IBGE), население микрорегиона составляет:
| Полное население                             | Полное население                             | Полное население                             | Полное население                             | 313 474 |
| -------------------------------------------- | -------------------------------------------- | -------------------------------------------- | -------------------------------------------- | ------- |
| в том числе:                                 | Городское население                          | 184 174                                      | Процент городского населения, %              | 58,75   |
|                                              | Сельское население                           | 129 300                                      | Процент сельского населения, %               | 41,25   |
|                                              | Мужское население                            | 155 525                                      | Процент мужского населения, %                | 49,61   |
|                                              | Женское население                            | 157 949                                      | Процент женского населения, %                | 50,39   |
| Плотность населения, чел/км²                 | Плотность населения, чел/км²                 | Плотность населения, чел/км²                 | Плотность населения, чел/км²                 | 31,52   |
| Население микрорегиона в % к населению штата | Население микрорегиона в % к населению штата | Население микрорегиона в % к населению штата | Население микрорегиона в % к населению штата | 3,71    |

## Статистика
- Валовой внутренний продукт на 2003 составляет 816 600 591,00 реалов (данные: Бразильский институт географии и статистики).
- Валовой внутренний продукт на душу населения на 2003 составляет 2715,24 реалов (данные: Бразильский институт географии и статистики).
- Индекс развития человеческого потенциала на 2000 составляет 0,681 (данные: Программа развития ООН).

## Состав микрорегиона
В составе микрорегиона включены следующие муниципалитеты:
1. Алту-Санту
2. Ибикуйтинга
3. Жагуаруана
4. Лимуэйру-ду-Норти
5. Морада-Нова
6. Пальяну
7. Кишере
8. Русас
9. Сан-Жуан-ду-Жагуариби
10. Табулейру-ду-Норти